# Mycoplasma genitalium
Mycoplasma genitalium es una diminuta bacteria parasitaria que vive en las células ciliadas y epiteliales del tracto genital y respiratorio de los primates. M. genitalium es la bacteria de vida independiente más pequeña conocida, y la segunda bacteria más pequeña después de la recientemente descubierta Carsonella ruddii. Hasta el descubrimiento del Nanoarchaeum en 2002, la M. genitalium era considerada también el organismo con el genoma más pequeño (aparte de los virus).
Según publica la revista Cell el 20 de julio de 2012, científicos de Stanford University y el J. Craig Venter Institute han logrado modelizar digitalmente, en términos moleculares, el cien por cien de este microorganismo. En esta modelización se incluyeron todos los genes de su genoma, más de 900 publicaciones científicas y más de 1900 parámetros anidados bajo 28 nodos de algoritmos para establecer todas las interacciones que dan lugar al fenotipo de la bacteria. Este nuevo enfoque bioinformático llamado Bio-CAD permitirá la observacíon, verificación y predicción de nuevas capacidades e hipótesis observables y no observables.
Desde 2015 se clasifica por la OMS como un patógeno de trasmisión sexual emergente, cuya importancia ha crecido a lo largos de los años. Este microorganismo está relacionado con el desarrollo de síndromes urogenitales en mujeres (flujo vaginal, dolor abdominal bajo, infertilidad y aborto espontáneo) y síndrome uretral en pacientes de sexo masculino (uretritis no gonocócica).

## Epidemiología
Esta bacteria hoy en día infecta aproximadamente a entre el 1% y 2% de las personas y es especialmente común en adolescentes y adultos jóvenes. Según los CDC es una infección de transmisión sexual (ITS) más común que la gonorrea y la clamidia pero es más difícil de reconocer.

## Signos, síntomas y complicaciones
estos no suelen mostrar muchos síntomas importantes. Sin embargo algunos de estos son:

## Síntomas en las mujeres
La bacteria puede localizarse distintos elementos que componen el aparato reproductor femenino (vagina, cuello del útero, endometrio).
- Dispareunia.
- Disuria.
- Dolor pélvico.
- Vejiga inflamada.
- Inflamación uretral.
- Presencia de flujo vaginal con fuerte olor.
- Dolor al caminar.
- Hemorragia.

## Síntomas en los hombres
- Dolor testicular.
- Prostatitis.
- Uretritis.
- Secreción uretral.
- Potencial infertilidad.
- Dolor e inflamación articular.

## Diagnóstico
Es complejo, ya que puede confundirse con clamidia o gonorrea. Lo más recomendable es la realización de exámenes de laboratorio de muestras de: orina, secreciones uretrales y secreciones del cuello uterino.